# Lijst van spelers van BVC Amsterdam
Dit is een lijst van voetballers die minimaal één officiële wedstrijd hebben gespeeld in het eerste elftal van de Nederlandse voormalig betaaldvoetbalclub en voormalig NBVB-club Amsterdam.

## B
- Aad Baselaar
- Luc Bijker
- Jan Bons
- Hans Boskamp
- Bob Bouber
- Wim Bouwhuis
- Cor Brom

## C
- Leen Corbran

## D
- Hans Driesen

## F
- Loek Feijen

## G
- Tonnie Gallis
- Peet Geel

## H
- Jan van Houten

## K
- Cees Kick
- Jan Klein
- Chiel Koolemans
- Joop de Kubber

## M
- Henk Meijer
- Ferry Mesman

## O
- Cor Out

## R
- Herman van Raalte

## S
- Dick Schenkel
- Henk van der Sluis
- Harrie Smit
- Klaas Smit
- Leo Stricker

## T
- Wim Tjepkema
- Hannie Tolmeijer

## V
- Ad Visser
- Henny van der Vliet
- Jos Vonhof

## W
- Ben Weenink
- Bram Wiertz